# 44e brigade d'infanterie (Royaume-Uni)
La 44e brigade d'infanterie (en anglais 44th Infantry Brigade) est une brigade de la British Army (armée de terre britannique). Elle servit au cours de la Première et de la Seconde Guerre mondiale. Elle fut créée en 1914 puis dissoute à la fin de la Grande guerre, pour être ensuite recréée en 1939.